# Gesetz zur Änderung von Vorschriften des Strafrechts und des Strafverfahrens
Das Gesetz zur Änderung von Vorschriften des Strafrechts und des Strafverfahrens vom 24. April 1934 war ein Gesetz im NS-Staat.
Das Gesetz, auch „Verratsnovelle“ genannt, trat am 2. Mai 1934 in Kraft. Es verschärfte die strafrechtlichen Bestimmungen für Hoch- und Landesverrat, anstelle der (ehrenvollen) Festungshaft lautete die Strafdrohung fast immer auf Zuchthaus oder Tod. Zugleich wurde die Strafbarkeit auf Vorbereitungshandlungen erstreckt sowie Versuch und Vollendung weitgehend gleichgestellt.
Das Gesetz verlagerte die Zuständigkeit für Hoch- und Landesverrat von mit Berufsrichtern besetzten Reichsgericht auf den neugeschaffenen Volksgerichtshof mit Senaten aus je zwei Berufs- und drei Laienrichtern. Politische Straftaten wurden nunmehr durch ein Sondergericht abgeurteilt; am 18. April 1936 wurde der Volksgerichtshof als ordentliches Gericht bezeichnet.
Das Gesetz wurde am 20. September 1945 mit dem alliierten Kontrollratsgesetz Nr. 1 betreffend die Aufhebung von NS-Recht aufgehoben. Das Gesetz wird heute als typisch nationalsozialistisch und rechtsstaatswidrig eingeordnet.